# Onthophagus fugitivus
Onthophagus fugitivus là một loài bọ cánh cứng trong họ Bọ hung (Scarabaeidae).